# Copa Gol Marketing 2011
La Copa Gol Marketing 2011 fue la primera edición dedicho torneo. El Club Deportivo Guadalajara se consagró campeón de este torneo tras vencer al New York Red Bulls y al Club de Fútbol Atlante 3-2 y 2-0 respectivamente.

## Partidos

### Guadalajara-Atlante
| 5 de febrero del 2011, 19:00 | Guadalajara                | 2:0 (0:0) | Atlante | Estadio Omnilife, Guadalajara                                         |                                                                       |
|                              | Araujo 87' · Reynoso 90+2' |           |         | Asistencia: 25.800 espectadores Árbitro(s): Mauricio Morales (México) | Asistencia: 25.800 espectadores Árbitro(s): Mauricio Morales (México) |

### Atlante-NY Red Bulls
| 9 de febrero del 2011, 20:00 | Atlante | 0:0 (0:0) | NY Red Bulls | Estadio Olímpico Andrés Quintana Roo, Cancún                          |  |
|                              |         |           |              | Asistencia: 30.000 espectadores Árbitro(s): Ricardo Arellano (México) |  |

| Tiros desde el punto penal |                  |     |                  |          |
| Maldonado                  | Acierto de penal | 1:1 | Acierto de penal | Lassiter |
| Bermúdez                   | Acierto de penal | 2:2 | Acierto de penal | Hertzog  |
| Ortiz                      | Fallo de penal   | 2:2 | Fallo de penal   | Hertsy   |
| Fonseca                    | Acierto de penal | 3:3 | Acierto de penal | Sutton   |
| Muñoz                      | Acierto de penal | 4:4 | Acierto de penal | da Luz   |
| Guadarrama                 | Fallo de penal   | 4:5 | Acierto de penal | Rooney   |

### Guadalajara-NY Red Bulls
| 15 de febrero del 2011, 19:00 | Guadalajara                           | 3:2 (0:2) | NY Red Bulls               | Estadio Omnilife, Guadalajara                                       |                                                                     |
|                               | Sánchez 71' · Medina 80' · Mora 90+3' |           | Richards 28' · Agudelo 38' | Asistencia: 2.987 espectadores Árbitro(s): Paul Delgadillo (México) | Asistencia: 2.987 espectadores Árbitro(s): Paul Delgadillo (México) |

| Bandera de México   |
| Campeón Guadalajara |
| Primer título       |

## Goleadores
| Jugador        | Equipo             | Goles |
| -------------- | ------------------ | ----- |
| Alberto Medina | Guadalajara        | 1     |
| Juan Agudelo   | New York Red Bulls | 1     |
| Dane Richards  | New York Red Bulls | 1     |
| Héctor Reynoso | Guadalajara        | 1     |

## Jugadores premiados
| Jugadores premiados  | Jugadores premiados                         |
| -------------------- | ------------------------------------------- |
| Mejor jugador        | Rafael Márquez Álvarez (New York Red Bulls) |
| Mejor portero        | Luis Ernesto Michel (Guadalajara)           |
| Mejor defensa        | Héctor Reynoso (Guadalajara)                |
| Mejor centrocampista | Dane Richards (New York Red Bulls)          |
| Mejor delantero      | Thierry Henry (New York Red Bulls)          |

- Datos: Q5786987